# Ernst Wollweber
Ernst Wollweber, né le 29 octobre 1898 et mort le 3 mai 1967, est un homme politique allemand, membre du SED (parti communiste est-allemand). Il est, de 1953 à 1957, ministre de la Sécurité d'État (ou « Stasi ») au sein du gouvernement de la RDA.

## Sources
- (en) Cet article est partiellement ou en totalité issu de l’article de Wikipédia en anglais intitulé « Ernst Wollweber » (voir la liste des auteurs).